# Maritime Universität Constanța
Die Maritime Universität Constanța (rumänisch Universitatea Maritimă din Constanța; kurz UMC) ist eine staatliche Universität in Constanța, Rumänien.
Die Universitatea Maritima din Constanta ist eine kleine koedukative Hochschule mit circa 4.000 Studierenden. Die UMC bietet Kurse und Programme an, die zu offiziell anerkannten Hochschulabschlüssen wie Bachelor-, Master- und Doktorabschlüssen in verschiedenen Studienbereichen führen in den Fakultäten:
- Fakultät für Schifffahrt und Seetransport
  - Navigation und Wassertransport
  - Navigation und Wassertransport (in englischer Sprache)
  - Engineering und Management in Transporten
  - Engineering und Management beim Betrieb von Seeschiffen und Terminals
  - Engineering und Management im maritimen und multimodalen Verkehr
  - Management und Logistik im Transportwesen
  - Offshore-Öl- und Gastechnologie und -management (in englischer Sprache)
  - Management integrierter Verkehrssysteme
  - Engineering und Management in See- und Hafengebieten
  - Seeverkehr

- Fakultät für Marine Engineering
  - Schiffstechnik
  - Meerestechnik (in englischer Sprache)
  - Elektrotechnik
  - Ingenieurwesen und Umweltschutz in der Industrie
  - Technologien und Telekommunikationssysteme
  - Meerestechnik (Internationalisierter Master in englischer Sprache)
  - Fortgeschrittene Techniken in der Meerestechnik
  - Advanced Engineering in der Öl- und Gasindustrie (in englischer Sprache)
  - Moderne Konzepte in der Meerestechnik
  - Fortgeschrittene elektrische Systeme